# Resolució 607 del Consell de Seguretat de les Nacions Unides
La Resolució 607 del Consell de Seguretat de les Nacions Unides, aprovada per unanimitat el 5 de gener de 1988 després de recordar la Resolució 605 (1987) i informar sobre la decisió de Israel de continuar les deportacions de palestins en els territoris ocupats, el Consell va reafirmar l'aplicabilitat del Quarta Convenció de Ginebra referint-se a la protecció dels civils en temps de guerra.
La resolució demana a Israel que cessi les deportacions i compleixi les seves obligacions derivades de les Convencions de Ginebra. El Consell també va decidir mantenir la situació sota observació.